# Кислицын, Антон Витальевич
Антон Витальевич Кислицын (род. 14 апреля 1989, Нижнекамск, Татарская АССР) — российский хоккеист, вратарь, тренер.

## Биография
Воспитанник нижнекамского «Нефтехимика». Дебютировал за «Нефтехимик-2» в сезоне-2005/06 первой лиги, проведя один матч. В сезоне-2009/10 играл в МХЛ за «Реактор». В следующем сезоне провёл 14 матчей за «Ариаду-Акпарс» Волжск в ВХЛ, два матча за «Сокол» Новочебоксарск в первенстве России среди клубных команд и один — за «Реактор» в плей-офф МХЛ. Играл за «Липецк» (2011/12, 2013/14), «Молот-Прикамье» Пермь (2012/13), «Ижсталь» Ижевск (2014/15 — 2016/17), «Дизель» Пенза (2017/18), «Липтовски-Микулаш» (2018/19, чемпионат Словакии), «Южный Урал» Орск (2019/20).
Завершив карьеру, стал работать тренером вратарей в клубе МХЛ «Реактор». 7 ноября 2022 года в возрасте 33 лет подписал контракт с «Нефтехимиком», так как из пяти вратарей системы клуба полностью здоровым был только Ярослав Озолин. 14 ноября провёл свой единственный матч в КХЛ — в гостях против «Витязя» (5:4).